# Soriguera
Soriguera est une commune espagnole de la comarque de Pallars Sobirà (province de Lérida, communauté autonome de Catalogne).

## Géographie
C'est une commune située dans les Pyrénées. Le port del Cantó (1 718 mètres) se trouve sur le route N 260 en limite Est de la commune.

## Lieux et monuments
Un musée du dépeuplement se trouve à Santa Creu de Llagunes.

## Culture

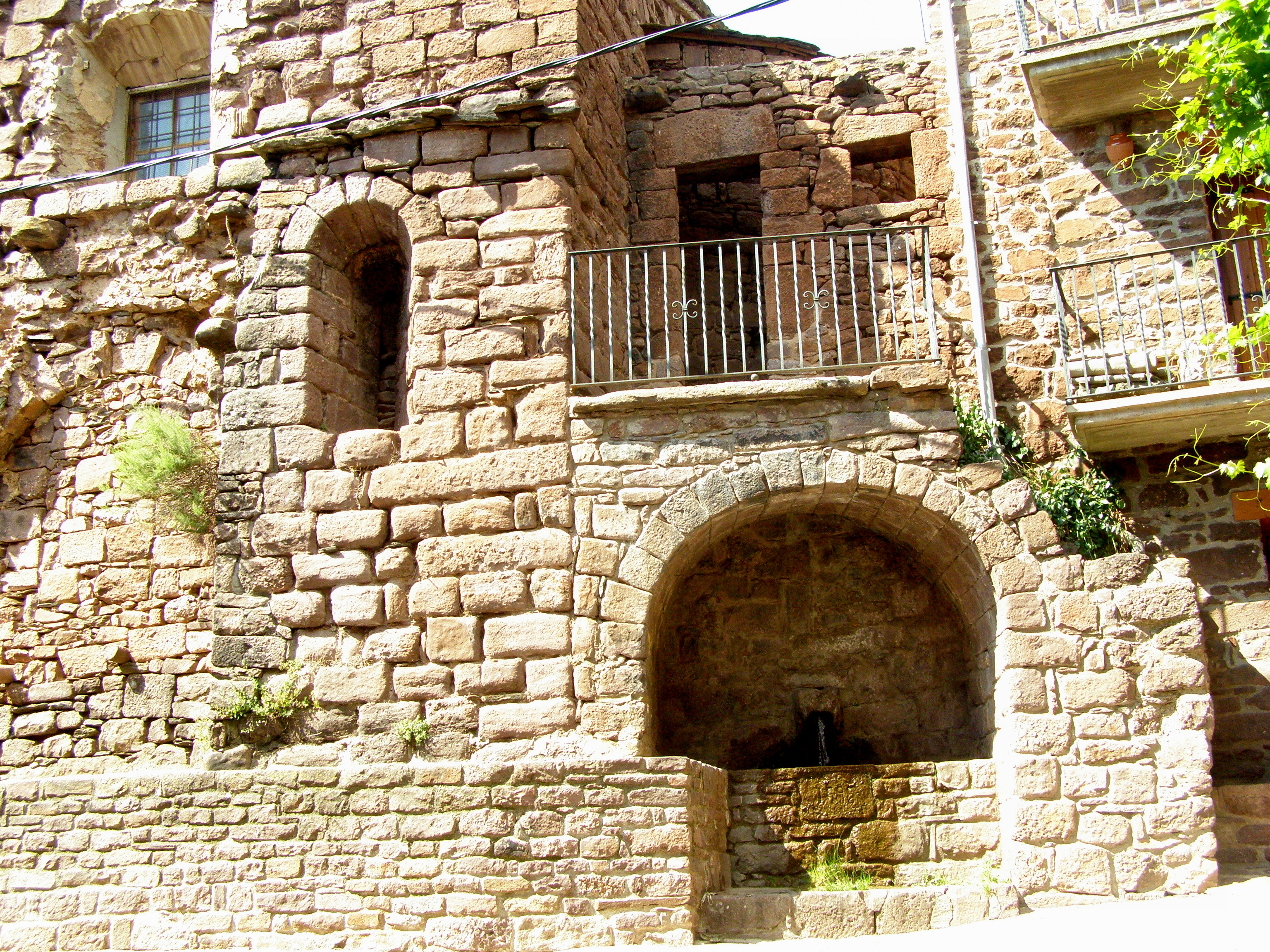
Vilamur

Le festival d'art Terra Roia se déroule en été au village de Vilamur.

## Sport
La 9e étape du Tour de France 2016 traverse la commune pour l'ascension du port del Cantó.